# Simon de Torcenay
Simon Honoré de Torcenay, mort en 1444, est  un moine bénédictin français. Simon de Torcenay  est nommé abbé de l'abbaye Saint-Pierre de Bèze (Côte-d'Or) en 1423, aux temps les plus sombres de la guerre de Cent Ans.

## Biographie
On ne connaît pas précisément la date de naissance de Simon de Torcenay.
Ce religieux au tempérament de moine-soldat fit de l'abbaye une place forte, ceinturée de douves et de solides murailles, et dotera le village de Bèze de fortifications, la tour d'Oysel et la tour de Chaux en sont les témoins toujours subsistants. Ce ne fut pas lui qui les construisit, mais il renforça considérablement ces deux tours (murs d'1,75 mètre d'épaisseur en pierres de taille) afin de résister aux bandes de pillards.
Chambellan et Conseiller du duc de Bourgogne Philippe III le Bon, ce grand prélat, mort en 1444, est inhumé, comme le précise le relevé de sa pierre tombale, « sous le balustre, devant le grand autel au milieu du chœur de l'Abbaye de Bèze ».

## Armoiries
« D'argent au chef de gueules chargé de deux roses d'or »